# Mühlhausen (Turingia)
Mühlhausen (Turingia) è una città della Turingia, in Germania.
È il capoluogo, e il centro maggiore, del circondario Unstrut-Hainich-Kreis (targa UH). Mühlhausen si fregia del titolo di "Grande città di circondario" (Große kreisangehörige Stadt).

## Storia
Mühlhausen fu menzionata per la prima volta nel 967 come villaggio del Palatinato ottoniano, ma ebbe il suo periodo di gloria dal XIII al XV secolo. A partire dal Medioevo fu per molti secoli una città libera dell'Impero, perdendo questo statuto nel 1803 in seguito al Reichsdeputationshauptschluss. La lunga libertà fu una delle cause che favorirono il sedimentarsi di un denso tessuto edilizio spesso pregevole, in gran parte ancora oggi conservato. Nella chiesa di Santa Maria il riformatore radicale Thomas Müntzer predicò le sue teorie nel 1525. Johann Sebastian Bach fu organista nella chiesa Divi Blasi dal 1708 al 1709.
Dal 1944 al marzo 1945 l'amministrazione di Buchenwald aprì un sottocampo per le donne direttamente al di fuori di Mühlhausen. Le donne del piccolo campo di concentramento dovevano lavorare in condizioni brutali in cambio di pochissimo cibo; tutte le persone internate furono poi trasportate nell'aprile 1945 a Bergen Belsen.
Fino al 2 maggio 1991 era denominata semplicemente «Mühlhausen» e portava il titolo di Thomas-Müntzer-Stadt in onore di Thomas Müntzer; in tale data assunse la nuova denominazione ufficiale di «Mühlhausen/Thüringen», e contemporaneamente perse il titolo.
Il 1º gennaio 2019 venne aggregato alla città di Mühlhausen il comune di Weinbergen.

## Cultura

### Istruzione

#### Musei
- 1. Deutsches Bratwurstmuseum, museo dedicato alle razze suine e alla lavorazione delle carni.

## Geografia antropica

### Suddivisioni amministrative
La città di Mühlhausen è divisa in cinque distretti:
- Mühlhausen (33 660 abitanti)
- Felchta (990 abitanti)
- Görmar (1 109 abitanti)
- Saalfeld (211 abitanti)
- Windeberg (260 abitanti)

## Amministrazione

### Gemellaggi
- Tourcoing, dal 1961
- Eschwege, dal 1989
- Münster, dal 1990
- Kronštadt, dal 1998
- Saxonburg, dal 2008